# Dmitrij Andrejkin
Dmitrij Andrejkin (* 5. února 1990 Rjazaň) je ruský šachový velmistr, mistr světa v šachu juniorů z roku 2010 a dvojnásobný ruský šampion (2012 a 2018).

## Šachová kariéra
V roce 1999 vyhrál mistrovství světa v šachu mládeže v kategorii do 10 let.
Společně s Konstantinem Černyšovem a Alexejem Korněvem skončil v roce 2006 v Lipetcku na prvním až třetím místě. V roce 2008 v Minsku vyhrál 4. Inautomarket Open a společně s Raufem Mamědovem, Denisem Jevsejevem, Vasilim Jemelinem a Eltajem Safarlim skončil v též roce na 3.–7. místě na Čigorinově memoriálu. V roce 2009 se dělil o 1.–3. pozici s Jurijem Kuzubovem a Raufem Mamědovem v kategorii 16 SPICE Cupu v texaském Lubbock. Vyhrál mistrovství světa juniorů v šachu 2010 v polské vesnici Chotowa.  Ve stejném roce se na memoriálu Michaila Čigorina dělil o 2.–7. příčku s Alexejem Drejevem, Ivanem Sokolovem, Vladimirem Fedosejevem, Olexandrem Areščenkem a Konstantinem Sakaevem  V roce 2011 se s Emilem Sutovským dělil na Baku Open o 2.–3. místo.  V únoru 2012 na 11. ročníku Aeroflot Open skončil společně s Alexandrem Chalifmanem, Maximem Rodshteinem, Fabiano Caruanou a Hrant Melkumjanem na 4.–8. místě.
V srpnu 2012 vyhrál 65. ruský šachový šampionát, který se konal v Moskvě, a to až v playoff hraném tempem rapid proti dalším pěti hráčům.  Na memoriálu Michaila Tala v červnu 2013 byl Andrejkin hráčem s nejnižším ratingem, ale ani jednou neprohrál a porazil Vladimira Kramnika, což mu nakonec vyneslo třetí až páté místo.
Na Chess World Cupu v roce 2013, které se konalo v Norsku od 11. srpna do 2. září, skončil na druhém místě, když ve finále prohrál s Kramnikem 1½ – 2½. Tento výsledek ho kvalifikoval na turnaj kandidátů, kde z osmi hráčů skončil 3.–5., a to se sedmi body ze čtrnácti. K 2020 se na žádný další turnaj kandidátů nekvalifikoval.
V říjnu až listopadu 2014 dosáhl významného úspěchu ve druhé etapě FIDE Grand Prix v Taškentu, kde v jednom turnaji zvítězil, a to před Hikaru Nakamurou, Šachrjarem Mamedjarovem, Fabianem Caruanou a osmi dalšími velmistry. Skórem 7/11 se zasloužil o výkon 2852 Elo bodů. Jeho další výsledky na Grand Prix však nebyly tak dobré, a v roce 2015 byl na Chess World Cupu vyřazen pozdějším vítězem tohoto turnaje Sergejem Karjakinem, takže mu chyběla kvalifikace pro turnaj kandidátů 2016.
V roce 2016 vyhrál Hasselbacken Open (v tiebreaku proti B. Adhibanovi) konaný ve Stockholmu, šachový festival v Abú Zabí a v Tallinu se mu také podařilo vyhrát mistrovství Evropy v bleskovém šachu. V roce 2017 získal zlatou medaili v mužském rapid turnaji IMSA Elite Mind Games v čínském Chuaj-anu.
V roce 2018 vyhrál 71. ruský šachový šampionát, a to poté, co v playoff porazil Dmitrije Jakovenka.